# Blik
BLIK — система мобильных платежей, запущенная 9 февраля 2015 года шестью польскими банками. Она позволяет пользователям смартфонов совершать безналичные платежи в стационарных и интернет-магазинах, снимать и вносить наличные в банкоматах, а также осуществлять переводы и генерировать чеки с цифровым кодом. Система управляется и разрабатывается компанией Polski Standard Płatności (PSP).
По данным Национального банка Польши, в 2019 году количество транзакций BLIK превысило количество транзакций, совершённых с платёжными картами в польском Интернете.

## История
Начало BLIK восходит к 2013 году, когда 6 польских банков — Alior Bank, Bank Millennium, Bank Zachodni WBK, ING Bank Śląski, mBank и PKO Bank Polski — заключили соглашение о создании совместной системы мобильных платежей. 13 января 2014 года в Государственном судебном реестре (KRS) была зарегистрирована компания Polski Standard Płatności (PSP), которая должна была построить систему на базе электронных банковских систем PKO BP. После получения в 2014 году согласия Национального банка Польши на эксплуатацию платёжной системы BLIK начал работу 9 февраля 2015 года. Оператором системной инфраструктуры является Национальная клиринговая палата.
С апреля 2015 года пользователи могут формировать и передавать другим лицам электронные чеки, идентифицированные 9-значным кодом. Чек можно обналичить как в банкоматах, так и расплатившись им в точках, принимающих другие каналы транзакций BLIK. Сгенерированный чек может иметь срок действия от нескольких минут до нескольких десятков часов. Для того чтобы использовать чек, получателю чека не обязательно иметь доступ в Интернет, банковскую карту или счёт в банке.
В октябре 2015 года была внедрена услуга P2P-платежей — переводы на телефон. Это упрощает быструю отправку денег, не зная банковского счёта получателя, вам просто нужно знать номер телефона получателя.
В декабре 2015 года PSP представила сервис mPOS BLIK. Для совершения транзакции не требовалось POS-терминала (обычно известного как кард-ридер). Для продавца было достаточно программного обеспечения, например, на телефоне, чтобы принимать платежи BLIK.
В декабре 2018 года Mastercard и PSP объявили, что сотрудничают, чтобы внедрить BLIK за пределами Польши. Mastercard официально стала седьмым акционером PSP в апреле 2020 года.
В марте 2019 года стала доступна возможность совершения регулярных платежей, изначально реализованная в двух банках: ING Bank Śląski и Bank Pekao SA.
По данным Национального банка Польши, в третьем квартале 2019 года было совершено 40 миллионов транзакций BLIK по сравнению с 28 миллионами, совершёнными с помощью платёжных карт.
В июле 2021 года Bank Millennium сделал доступными в своём приложении бесконтактные платежи с помощью так называемого Blik C, до ноября 2021 года услуга уже была доступна другим банкам, являющимся акционерами PSP. Blik C основан на системах Mastercard. Таким образом, бесконтактный функционал Blik C ограничивается точками, поддерживающими бесконтактные платежи картами Mastercard PayPass. На тех же условиях Blik C позволяет осуществлять платежи за границу, конвертацию валют осуществляет Mastercard. Бесконтактные платежи работают в автономном режиме, доступны на устройствах с ОС Android и производной от неё Harmony OS.
| Год  | Количество пользователей (активных) | Количество транзакций | Стоимость транзакций |
| ---- | ----------------------------------- | --------------------- | -------------------- |
| 2015 | 1,4 миллиона                        | 1,27 миллиона         | 346,9 миллиона       |
| 2016 | 3,1 миллиона                        | 7,8 миллиона          | 1,5 миллиарда        |
| 2017 | 6,1 миллиона                        | 33 миллиона           | 4,5 миллиарда        |
| 2018 | 8,8 миллиона                        | 91 миллион            | 12 миллиардов        |
| 2019 | 13,1 (9) миллионов                  | 353 миллиона          | 47 миллиардов        |
| 2020 | 16,9 (7) миллионов                  | 424 миллиона          | 57 миллиардов        |
| 2021 | 21,5 миллиона                       | 758 миллионов         | 103 миллиарда        |